# Суботство

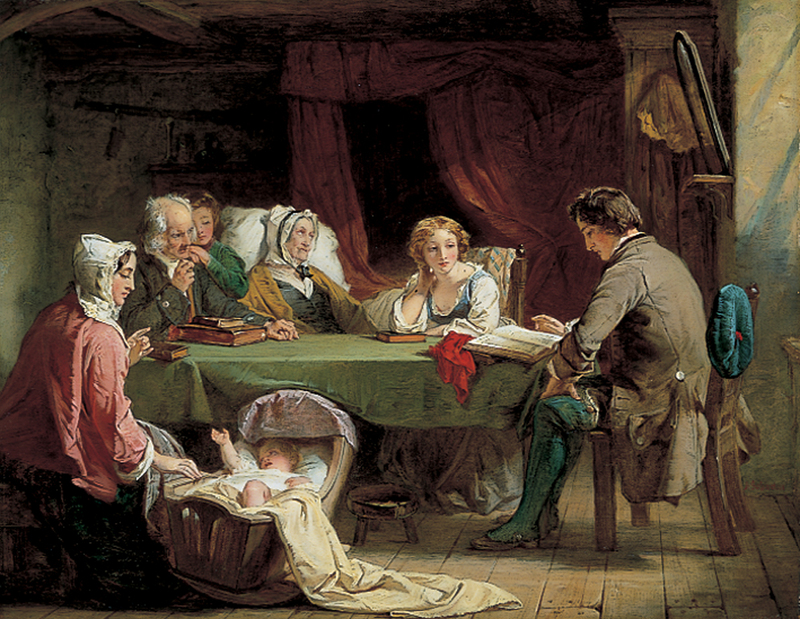
Суботній Вечір, картина Олекс андр Джонстон.

Суботство, суботництво, суботовання, суботарянство, шабатаризм, саббатаріанизм (англ. Sabbatarianism) — християнська течія, що виступає за дотримання суботи, згідно з Десятьма заповідями. Його історичні витоки лежать в ранньому християнстві, пізніше у східній церкві та ірландській церкви, а потім у пуританському суботництві, в якій викладені приписи для збереження неділі святою, як день Господень, для дотримання принципів суботньої заповіді. Це дотримання неділі як дня поклоніння, й решта-це найчистіша форма першоденного суботництва, що історично провіщено нонконформістськими конфесіями, такими як конгрегаціоналистами, пресвітеріанами, методистами й баптистами, а також єпископальною церквою у ЗДА. Вплив суботництва першого дня (перший день тижня — неділя) на західну культуру проявлено впливами, що залишаються до сьогодні, наприклад, недільні сині закони.
Сьомоденне суботництво — це рух, що зазвичай охоплює буквальне значення суботньої заповіді, що надає для поклоніння й відпочинок на сьомий день тижня. Він також є пам'яткою творіння баптистів сьомого дня, що залишили більшість інших суботніх настанов під нагляд на дотримання особистого сумління. В Церкві адвентистів сьомого дня й Церкві Бога (сьомого дня) мають схожі погляди, щоб зберегти оригінальну, біблійну тривалість з заходу сонця у п'ятниці до заходу сонця у суботу. У Православній церкві Тевахедо Еритреї та Ефіопії дотримували, як День Господній сьомий день (суботу), а також неділю. Крім того, Коптська православна церква, свідчить, що сьомий день субота, що разом з неділею, буде постійно розглядатися як святковий день релігійного святкування.
Безсуботництво — є напрямом, що протистоїть усім видам суботництва; проголошує християн вільними від зобов'язань слідувати таким конкретним обрядам. Це відстоює принцип у вченні Християнської церкви, коли церква не виконує такий закон або кодекс, але вільна встановлювати місце й час у дотримуванні суботньої заповіді, відповідно до свого вчення, чи встановити день покоя, чи ні, або коли його встановити, — чи у суботу, чи у неділю, або якого іншого дня тижня. Такого вчення притримуються всі католики, деякі православні, та деяких протестантські деномінації.

## Історія
Про біблійну суботу відомо з Історії створення світу Книги Буття, що має походження ще до Десяти Заповідей. Більшість християнських церков, включаючи римсько-католицьку, методистську та реформатську церкви, традиційно відстоюють, що закон Старого Завіту складається з трьох скоадових: обрядової, моральної й громадянської. Вони вчать, що церемоніальний й цивільний (судовий) закони були скасовані, але моральний закон, що міститься у Десяти Заповідях все ще продовжує стосуватися віруючих християн. Одна з десятьох заповідей, що визнаються юдеями й християнами написаними перстом Божим, — є «Пам'ятай день суботній, щоб святити його.»
За Новим Заповітом, на перший день тижня після відбулися:
- воскресіння Ісуса, Він з'явився своїм учням у (Мт. 28:1, Мр. 16:2, Лк. 24:1, Ів. 20:1–19),
- Святий Дух було послано на Апостолів (неділя П'ятидесятниці),
- учні святкували Євхаристію й збирали грошові збори (Дії 20:7, 1 Кор. 16:1–2);
- перший день тижня називається День Господній у Відкритті 1:10.

Ці свідчення Святого Письма для християн, послужив Божою установою Дня Господнього, як виконання єврейського Шабату, зміни, як ці християни вірять, були наперед звіщені пророком Ісайя (Іс. 65:17). Про різницю виконання християнської суботи від виконання єврейської суботи, Джонатан Едвардс писав так:
«Апостольська конституція» (приблизно 380 року), у Розділі 2, вказує, що Рання церква зберігала, як сьомий день Шабат, що дотримувався у суботу, так й День Господній, що святкувався у перший день (неділя): «Але дотримуйтесь суботи й свята Господнього дня, бо перший є пам'яткою творіння, й останній — Воскресіння.» Розділ 7 підкреслює це:
Не будьте недбайливі про себе, не позбавляйте свого Спасителя своїх власних членів, не розділяйте Його Тіла та не розганяйте його членів, ані віддавайте перевагу випадкам цього життя над Словом Божим; але збирайтесь щодня, уранці та ввечері, співаючи псалми та моліться у Господньому домі, вранці, — говорячи 62-ий псалом, а увечері — 140-ий, а головне — у суботу. Й у день Воскресіння нашого Господа, що є Господнім днем, зустрічайтеся більш старанно, посилаючи хвалу Богу, Який зробив Всесвіт Ісусом, послав Його до нас, й удостоїв, щоб Він страждав, й воскресив Його з мертвих. У іншому випадку, яке вибачення він зробить Богові, хто не збирається в той день, щоб почути спасительне слово про воскресіння, про яке ми тричі молимося у пам'яті про Того, Хто воставав через 3 дні, у Якому виконується читання пророків, проповідь Євангелія, приношення жертви, та дар святої їжі?
До Лаодикіїйського собору, «субота дотримувалася у багатьох християнських церквах». Це відстоювалося у IV сторіччі стародавніми церквами Сходу, а також у VI сторіччі Кельтською церквою. Отець церкви IV сторіччя Григорій Ніський, благав віруючих спостерігати як Шабат сьомого дня та День Господній «з якими очима ти дивишся на дні Господні, ти, хто зневажив суботу? Чи знаєте ви, що ці два дні взаємопов'язані, що якщо ти помиляєшся з одним з них, ти будеш наштовхнеш на інший?». Тим не менш, Йоганн Лоренц фон Мошейм заявив, що практика дотримання обох, — давньоєврейської суботи й Господнього дня переважно спостерігалася, у тих громадах, що складалися з євреїв-вихрестів й поступово згасла; з іншого боку, дотримання Дня Господнього була характерна для всіх християнських зібрань.
Найраніше, як у II сторіччі Іриней, що був учнем Полікарпа Смірнського, який у свою чергу був учнем апостола Івана, зазначає: «в Господній день кожен з нас християн дотримує суботу, роздумуючи над законом, й радіючи у Божих справах.» Писання IV сторіччя, ранній Отець Церкви, офіційний візантійський церковний історик Євсевій Кесарійський, вчив, що для християн, «субота була перенесена на неділю». Це думка Євсевія, зокрема, його «тлумачення Псалму 91 (близько 320 року) значною мірою вплинуло на остаточне перенесення суботніх тверджень й заборон на перший день тижня». У «четвертому та п'ятому сторіччях богослови Східної церкви викладали практичну тотожність єврейської суботи та християнської неділі». Святий Цезар Арльський (470–543) підтверджує думку про те, що «вся слава єврейської суботи була перенесена на неділю, так що християни повинні святити її точно так само, як євреї мали святити свій день покою». Ельвірський собор 300 року заявив, що людей, що не відвудують церкву 3 неділі поспіль повинні бути відлучені, поки вони не покаялися у своєму гріху.
Проте отець церкви Юстин Мученик певно вчив, що єврейський шабат Декалога не застосовується у обов'язковому порядку до християн. Ці вчення є вихідним пунктом християнської свободи, стверджена в ранній Церкві основоположним принципом що стало основою для відмови від давньоєврейської суботньої (Шаббат Закону) практики у її обрядах, називаючи її законницьким юдействуванням. В кінці IV сторіччя, 29-й канон Лаодикійського собору, нарешті, проголосив, що християни не повинні відпочивати на єврейську суботу, але повинні працювати у цей день й, якщо можливо, відпочити на Господній день, а якщо хто-небудь буде знайдений  юдействуючим (той, хто тримається суботи), то має бути підданим анафемі від Христа. Таким чином, у багатьох частинах християнства на Сході й Заході, юдействуючі впливи зменшилися й майже зникли, й воно стало несуботницьким. Більша частина християнства залишається й дотепер несуботницьким. Сучасними суботницькими церквами є:
- Тевахедська церква, що продовжує історично тримати дводенний Шабат (з суботи й неділі) від Ранньої церкви,
- деякі протестантські деномінації, такі як реформатська й методистська церкви, що додержують неділю, як християнську суботу;
- Адвентисти Сьомого дня й Сьомого дня баптисти дотримуються суботи, як Шабат.[10]

У римо-католицькій церкві інші церковні собори й імператорські накази «прагнули обмежити різні заходи у цей день неділі, а особливо публічні розваги у театрі й цирку.» Утримання від гріха, в очах Святого Августина з Гіппону (354–430), означає «суботній відпочинок від служницької роботи у неділю».
У XIV сторіччі, «преподобний Авва Евостатев заснував суботницький рух» й втік зі своїми послідовниками в окремі райони північно-західної Ефіопії». В Ефіопської тевахедській церкві, «суботницька суперечка розділила королівство у XIV й XV сторіччях» Зара Якоб, король, врешті-решт «постановив, що суботницьке вчення північних ченців стало позицію церкви».
Тенденції до суботництва почали проявлятися дуже рано у Реформації (початок XVI сторіччя), в результаті чого деякі з перших протестантів таких як Лютер й Кальвін, заперечувати необхідність правових кодексів й прийняти не-суботницькі принципи здавна прийняті у християнство.
З іншого боку, Пресвітеріанська Церква Шотландії, що розглядає себе нащадком давнішої кельтської церкви, просувала пуританську першоденну суботницьку практику. Додатково, першоденне суботництво історично сповіщено нонконформістськими конфесіями: конгрегаціоналістами, пресвітеріанами, методистами й баптистами. Суть першоденного суботництва, у тому, що християни зобов'язані дотримуватися певного кодексу поведінки стосовно дня основного християнського богослужіння, або дня спокою, або обох днів. Першоденне, пуританське суботництво розробило свій код від їх розуміння моральних зобов'язань, що випливають з інтерпретації «природного права», вперше сформульованого у працях Томи Аквінського. Не прагнучи відновити Мойсеїв закон або практики єврейського Шабату, їх зв'язок до юдействування було зведено до використання правового кодексу, за яким християни могли б бути судимі.
За непохитної підтримці основних християнських конфесій, були сформовані суботницькі організації як Альянс Господнього дня (заснований як Американський суботницький союз) й Недільна ліга Америки після Американської громадянської війни, для збереження важливості неділі як християнського шабату. Заснований 1888 року, Альянс Господнього дня продовжує «закликати усіх людей, щоб визнати й дотримувати суботній день спокою й поклоніння Воскреслого Господа Ісуса Христа, в день Господній, — неділю». Керуюча рада Альянсу Господнього дня складається з духовенства й мирян з християнських церков: баптистської, католицької, єпископальної, друзів (квакерської), лютеранської, методистської, позаденомінаційною (внецерковньою), православною, пресвітеріанською та реформатською традицій. Жіночій союз християнської стриманості також підтримує першоденне суботництво й намагається відобразити його у суспільному житті. У Канаді Союз Господнього дня (перейменована Асоціація Канади Нарід за неділю) було створено й успішно підтримано Акт Господнього дня, щоб прийнято 1906 року, що було скасовано тільки 1985 року. Римо-Католицька Недільна ліга, або Ліга дю Діманш (фр. Ligue du Dimanche — Ліга Неділі) була утворена 1921 року для просування першоденні суботницькі обмеження у Квебеці, особливо щодо кінотеатрів. Протягом всієї своєї історії, першоденні суботницькі організації такі як Альянс Господнього дня, проводили кампанії, за підтримки профспілок у Канаді й Великій Британії, з метою запобігання світським й комерційним сторонам перешкоджати свободу поклоніння Богу та запобігти експлуатацію ними їх працівників.
Пізніше, сьомоденні суботники були більш всеосяжні й прагнули відновити Мойсеїв закон разом з фарисейськими тлумаченнями та єврейською практикою Шабату, в тому числі його час від заходу сонця у п'ятницю до заходу на суботу. Більшість з них ототожнюють себе з ранніми єврейськими християнами, й вважають засудження юдизації ранньою церквою ознакою «великого відступництва» у ранньому християнстві, що вони хочуть виправити.
Коріння суботництва визначені, як початок відкидання різниці між християнським святом неділі та єврейським Шабатом, — різницю, яку підкреслюють не-суботники. Проте, в останні десятиліття виразність різниці між Шабатом й неділею була розмита через вільніше, не доктринальне застосування термінології. Часто використовується серед не-суботників в регіонах, де власне суботництво має свою найбільшу популярність, вона позначає контраст з сьомоденним суботництвом. Термін «Першоденний суботник» часто застосовується до більш точного описання не-суботників, через їх недільні богослужіння й відпочинок. Але не всі не-суботники погодяться з визначенням їх, як «першоденних суботників», через їх бажання не бути пов'язанними будь-як з суботництвом, проте дотримуватися принципів суботньої заповіді у неділю. Аналогічним чином, загальний термін «християнська субота» іноді використовується для опису того факту, що більшість християн збираються на зібрання у неділю, й також можуть вважати його днем спокою відповідно до біблійних норм Шабата, й навіть пуритан. Проте, багато не-суботників чинять опір цим узагальнюючим визначенням, вважаючи їх неточними. Більшість продовжують робити чіткий поділ між суботою та неділею, стверджуючи, що християнські обряди неділі існують самі по собі без будь-якого необхідного зв'язку з суботою. Відмінності між не-суботниками у їх поглядах на християнський закон, відображають як їх інтерпретацію християнської свободи, та й природу їх відмови від суботництва. Деякі відомі богослови різних конфесій, що відкинули суботництво: серед англікан Пітер Хейлін, Вільям Пейли, Джон Милтон; нонконформіст Філіп Доддридж, квакер Роберт Барклай, конгрегационалист Джеймс Болдвін Браун, та христаделфіянин Майкл Ештон.

## Недільні суботники

### Реформатські церкви
Пуританські Англія та Шотландія внесли нову ретельність у дотримання християнського Господнього Дня, як відзив на звичні недільні обряди, що вони вважали слабкими. Вони звернулися до суботніх обрядів з думкою, що лише Біблія може зв'язувати людське сумління у тому, чи вони будуть відпочити від роботи, або накласти на себе зобов'язання зустрітися у певний час. Недільне суботництво закріплене у їх найбільш досконалому вираженні у Вестмінстерській сповіді віри (1646 рік) кальвіністської теологічної традиції. Розділ 21, «Релігійні поклоніння та суботній день», параграфи 7–8 говорять: 
7. Оскільки це закон природи, що, загалом слід виділити певну частку часу для поклоніння Богу; так, як у своєму Слові, позитивною, моральною та вічною заповіддю, що зобов'язує всіх людей всіх віків, Він особливо визначив один день з семи, для суботи (шабат), щоб він мати його святим до Нього: що з початку світу до воскресіння Христа був останнім днем тижня; й від воскресіння Христа замінено на перший день тижня, який у Святому Письмі називають днем Господа, та його слід продовжувати до кінця світу, як християнську суботу.

8. Потім ця субота тримається святою Господу, коли люди, після належної підготовки серця та заздалегідь впорядкованих спільних справ, не лише дотримуються святого спокою протягом усього дня від своїх власних справ, слів та думок про їхні світські зайняття та відпочинок, але також вони приймають весь час у громадських та приватних заняттях поклоніння Йому та в обов'язках потреб та милосердя.
Вестмінстерська сповідь віри наголошую, що не тільки праця заборонена у неділю, а також «роботи, слова й думки» про «мирські заняття й розваги». Замість цього, цілий день повинні бути відведено для «громадської й приватної практики поклоніння [Єдиному], і в обов'язках потреб й милосердя».
Дана позиція була прийнята у Савойській декларації Конгрегационалистськими церквами, що ведуть свій родовід від пуритан. Пуританське впливове обґрунтування поширило суботництво на інші протестантські деномінації, як наприклад у XVII й XVIII сторіччях на методистську церкву, поширило його далеко за межі Британських островів у Європу та Новий Світ. Це у першу чергу, завдяки впливу їх твердження, що «Шабат» став (розмовним) аналогом «Господнього Дня» або «неділі».
Реформовані баптисти, наприклад, тримаються Баптистського сповідання віри 1689 року, яким висунуто теж саме першоденне суботницьке зобов'язання пуританської конгрегаціоналистської Савойської декларації.
Строге недільне суботництво іноді називають «пуританською суботою», й може бути порівняно з «континентальною суботою». Остання слідує з Континентальних реформатських сповідей віри, таких як Гейдельберзький катехізис, що наголошує на спочинку та поклонінню Богу на Господній день, але не забороняє відпочивальної діяльності. Проте, на практиці, багато континентальних реформатських християн також утримувалися від відпочинку в суботу, після настанови автора Гейдельберзького катехізису Захараї Урсіна «тримати святим Шабат (суботу), не є проведення день у лінощах й дармоїдстві».
Євангельське пробудження XIX сторіччя у Британії й 13 колоніях призвело до великої турботи, щодо суворого дотримання неділі. У 1831 році, утворено Товариство дотримання Господнього дня, що перебувало під впливом вчення Деніела Вілсон.

### Методистські церкви
Як вищезгадані кальвіністські групи, ранні методисти, що трималися армініанської теології, були відомі за «релігійне дотримання суботнього дня». Вони розглядали «дотримання Господнього дня як обов'язок, захоплення й засіб благодаті». Загальні правила Методистської церкви вимагають «бути присутнім на всіх таїнствах Бога» у тому числі на «громадському прославленні Бога» та забороняють «опоганення Господнього дня, чи то буденною роботою протягом його, чи то купівлею або продажом». Недільна суботницька практика раннбої Весліанської Методистської церкви у Великій Британії описана Джонатаном Кровтером у творі Зображення методизма:
Вони вірять, що їх обов'язок є дотримуватися першого дня тижня як суботи. Це, перед Христом, було останнього дня тижня; але з моменту його воскресіння перемінилося на перший день тижня й у Писанні називається «Господнім днем», й повинно продовжуватися до кінця світу як християнський шабат. Його, як вони вірять, було відділено Богом й для поклоніння Йому за допомогою «певної», «моральної» та «вічної» заповіді. І вони вважають, що відповідно до закону єства, а також до Божої установи, слід відкладати належну частку часу для поклоніння Богу. ...Цей день повинен бути святим для Господа, і чоловіки та жінки повинні так упорядкувати свої справи та підготувати своє серце, щоб вони не тільки могли в цей день освятитися від мирських занять, слів й думок, але й провести день у громадських та приватних обов'язках побожності. Жодна частина дня не повинна бути зайнята будь-чим, окрім справ милосердя та потреб. У цей день вони вважають своїм обов'язком поклонятися Богові, причому не лише за формою, але водночас духом й істиною. Тому вони використовують себе в молитві та подяці, в читанні та роздумах над Писаннями, в слуханні громадського проповідування Божого Слова, співі псалмів, гімнів та духовних пісень, у християнській бесіді та вшануванні любові Господа Ісуса Христа на хресті. ...І для них переважає думка, що Богу повинно поклонятися у дусі, щодня, в приватних родинах, у хижах та на громадських зборах.
У минулому, люди, що займалися купівлею й продажем (за винятком медицини для хворих й потреб для похорону) у християнську суботу повинні були бути відлучені від Весліанської Методистської Церкви відповідно до свого вишколу. Весліанським методистам також було рекомендовано не наймати перукаря на Господній день, та не використовувати того, хто свідомо порушував суботу.

Карен Б. Вестерфілд Такер, старець й богослов Об'єднаної Методистської церкви пише, що Сампсонське коло методистської єпископальної церкви прийняло суботницьку резолюцію, що «гриміла в усіх сферах Методизму»:
Тоді як нам напевно заповідано всемогутнім Богом пам'ятати Суботній день, щоб його святити, тому вирішуємо, що ми, члени цієї щоквартальної конференції Сампсонового кола, робимо найвідповідніше й найщиро привертаємо увагу нашого народу до абсолютної необхідності більш постійного й молитовного дотримання Святої суботи.
Вирішив, що відвідування цього дня з метою здійснення тимчасових справ є також порушенням Святого дня.
Вирішено, що курсування залізничних поїздів, пароплавів, лаштунків та інше, на різних напрямках подорожі, за винятком випадків, коли це абсолютно необхідне, є порушенням наказу Божого й, як правило, деморалізує наш народ настільки, що заважає десяткам тисяч відвідувати богослужіння та належного впливу суботи.
Вирішено, що ми закликаємо християн та добрих громадян висловлюватися щиро й постійно проти будь-якого опоганення Господнього дня та звертатись до всіх, хто винен у цьому гріху, припинити таке порушення.
Подібно, у 1921 році Методистська єпископська церква Півдня оголосила недільну суботу як «день поклоніння, роздумів й молитви». Він проголосив, що «тенденція до комерціалізації суботи, що робить її днем руху, подорожей, бізнесу та задоволення, є помилковою, тому ми хочемо здійняти тривогу й закликати людей до Божого шляху (її) дотримання». Як така, Методистська єпископська церква Півдня заявила, що «протидіє грі у бейсбол, гольф й подібнім іграм у цей день». Вишкіл Біблійного методистського об'єднання Церков 2014 року говорить про День Господа:
Ми віримо, що День Господній, що святкується по всій християнській церкві у неділю, першого дня тижня, є християнською суботою, що ми шанобливо спостерігаємо як день відпочинку, поклоніння та як продовження пам'яті про Спасителя. З цієї причини ми утримуємося від світської роботи й від усілякої торгівлі у цей святий день, крім того, що є необхідним для милосердям або потреб.
Відображаючи традиційні методистські стандарти щодо першоденного суботництва, Посібник для Євангельського Весліанського Біблійного інституту (ЄВБІ, EWBI) 2018 року, семінарії Євангельська Весліанської церкви, зазначає:
Святе Письмо заповідає: «Пам'ятайте день суботній, щоб він був святим». Дух дотримання неділі спонукає до поклоніння Богові та відпочинку від щотижневої роботи. Ми заохочуємо ті дії, які шанують Господа та сприяють вдосконаленню Євангелія. Студенти не повинні поганити День Господа непотрібною працею, діловими угодами, відпустками у відпустку, світським задоволенням чи поблажливістю світським часописам. (Частина 57, пункт 6, Вишкіл Євангельської Весліанської церкви)

### Баптистські церкви
Першоденні суботницькі погляди втілені у сповіданнях віри, яких дотримуються загальні баптисти та реформовані баптисти. Що стосується загальних баптистів, у Трактаті про віру й практику баптистів вільної волі зазначено:
Це один день із семи, який від створення світу Бог відділив для святого спокою та святої служби. За колишнім розподілом сьомий день тижня, як пам'ятний про справу Творіння, було відведено до Дня Господнього. За Євангелієм, перший день тижня є пам'яткою воскресіння Христа, й авторитетом Христа й апостолів, відзначається як християнський шабат (субота). У цей день усі люди зобов'язані утримуватися від світської праці та присвятити себе поклонінню та служінню Богу.
Подібно, Асоціація Свободи символів віри (1824 рік), а також Загальна асоціація символів віри обох 1870 та 1949 років усі твердять:
Ми віримо у святість Господнього дня, першого дня тижня, й що цього дня слід дотримуватися, поклоняючись Богові, свідкуючи про Христа й служачи потребам людства. Ми вважаємо, що світська робота у неділю повинна бути обмежена випадками потреб або милосердя.
Що стосується реформованих баптистів, то Друга лондонська баптистська сповідь 1689 року розвиває першоденного суботництва погляди тотожні Вестмінстерському сповіданню віри, якого притримуються пресвітеріани, та Савойської декларації, якої тримаються конгрегаціоналісти. Едвард Л. Смізер пояснює, що в першоденне суботництво є унормованим поглядом баптистів (як загальних, так й реформованих):
Цей недільний суботницький погляд також відображено у таких ключових баптистських твердженнях, як Катехізис Джессі 1652 року, Катехизм Кіча 1677 року, Катехизм баптистів для дівчаток та хлопчиків 1798 року, Баптистський катехізис Асоціації Чарлстона 1813 року, Катехізис Спюржена 1855 року, Виписка принципів 1858 року, Катехізис Еверта 1866 року, Катехізис Бойсі 1867 року та Катехизм Броадуса 1892 року. Ці документи (і перелік аж ніяк не вичерпно) закликають вірних утриматися від усієї світської праці та розваг, а також резервувати Неділю як день богослужіння, духовних зусиль та відпочинку.
Посилаючись на Євр. 10:24–25, Натан Роз, служитель у церкві південних баптистів, зазначає щодо Господнього дня, що «для кожного християнина, відвідування церковних зібрань не є необов'язковим.»

### Квакеризм
Центральна щорічна зустріч друзів у своєму Керівництві віри й практики вчить:
Ісус воскрес з мертвих у перший день тижня (Мт. 28:1). Цей факт і той факт, що Святий Дух зійшов на П'ятидесятницю  у перший день тижня (Дії 2: 1, де назва «П'ятидесятниця» означає «п'ятидесятий» і відноситься до п'ятидесятого дня після принесення снопа первоплодів на свято Прісного хліба, що виповнилося при воскресінні Христа як Первоплоду серед мертвих, Лев. 23:15, 16; 1 Кор. 15:20), створило прецедент для початку дотримання першого дня на честь Господа. ...Любов до Бога повинна мотивувати християнина на дотримання християнської суботи чи Дня Господнього. Ми вважаємо, що дбайливе ставлення до Дня Господнього все ще є відповідним знаком благочестивих людей. Досі доречно, щоб християни уникали зайвої праці та зосереджувались на своєму Творці на День Господень. ...Слід уникати особистого відпочинку або соціальних зборів, що заважають священному значенню Дня Господнього або перешкоджають відвідуванню церковних служінь. Дітей слід навчити рано уважно ставитися до Дня Господня, уникаючи їх звичайної гучної та галасливої гри. Священна повага до суботи є невід’ємною частиною святого життя. Ми вважаємо, що така обережність повинна відзначати кожну старанну дитину Бога.

## Суботні та недільні суботники
Кіт А. Бюртон зазначив, що «Церква в Африці [визнала], що воскресіння Христа жодним чином не зводить нанівець факт, що «за шість днів Господь створив небо і землю». ...Навіть, незважаючи на те, що влада західної папської спадщини зробила деякі незгладимі відступи у церквах Африки, вони й по сьогодні відмовляються повністю піддатися».
З повагою тримаються вчення Григорія Ніського східні православні церкви Тевахедо в Еритреї та Етіопії практикують дводенне суботництво, дотримуються суботи та неділі як суботи, вшановують дні, коли Ісус відпочивав у могилі та воскрес. Подібно, коптська церква, інша східна православна установа, "передбачає, що суботу сьомого дня, разом з неділею, постійно вважати святковим днем для релігійного святкування".

## Суботнє суботництво

### Євангельські християни-суботники, хрещені Духом Святим
Євангельська деномінація, близька по вченню до п'ятидесятницької течії церква, яка дотримується суботи та чистоти їжі.

### Баптисти сьомого дня

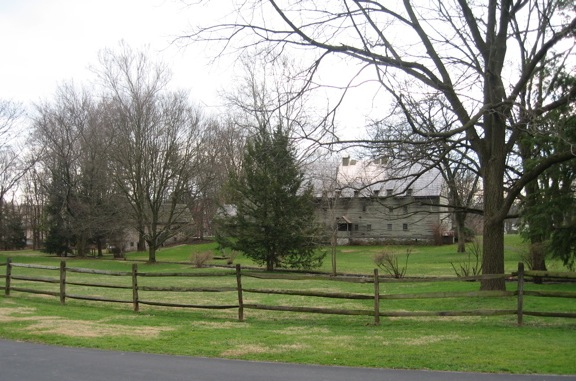
Будівлі монастиря Ефрата у грудні 2006 року, побудовані у 1732 році в Ефраті (штат Пенсильванія), тепер перебувають під управлінням Історико-музейної комісії Пенсильванії

Баптисти сьомого дня вийшли з сепаратистського руху в Англії у відповідь на закони, що встановлюють виконання недільного богослужінню, заснували близько 1650 року Мил Ярд баптистську церкву сьомого дня у Лондоні. Рух швидко поширювався на англійські колонії, сім членів Першого баптистської церкви Ньюпорта війшли з неї для установлення шанування суботи. Вони назвали себе суботницькими баптистами й у грудні 1671 року у Ньюпорті, (Род-Айланд) заснували першу Церкву баптистів сьомого дня. Подібне сталося у Піскатавеї (штат Нью-Джерсі) у 1705 році, що призвело до створення сестринської конференції серед німців у Ефрата (штат Пенсильванія) приблизно в 1728 році. Генеральна конференція баптистів сьомого дня об’єднала їх у 1802 році. Релігійна громада Ефрата утворила Німецьке релігійне товариство баптистів сьомого дня у 1814 році, місце якого стало відомим як Ефратський монастир. Його остання вціліла мешканка, Марі Качел Бучер, померла 27 липня 2008 року в 98-річному віці. Тепер його територія перебуває у штатній власності Співдружності Пенсільванія та є відкритим для загалу.
Надаючи освіту там, де вона ще не стала доступною для загалу, церкви створювали школи, в тому числі 3, що стали коледжами в Алфреді (штат Нью-Йорк), Мілтоні (Вісконсін) та Салемі (Західна Вірджинія). У 1871 році в університеті Алфреда була додана семінарія. Місіонерська діяльність в ХІХ сторіччі призвела до поширення суботницького баптизму, як у ЗДА, так й за кордоном, — у Китай, Індію, Філіппіни, Океанію та Африку. Сьогодні офіси Генеральної конференції баптистів сьомого дня розташовані у місті Джейнсвіл (штат Вісконсін), хоча більшість її членів мешкає поза межами ЗДА.
Об’єднані на буквальному тлумаченні суботньої заповіді зберігати сьомий день святим (поклонінням Богу) та для відпочинку, баптисти сьомого дня, в основному, залишають кожному зі своїх членів інші дотримання на особисте тлумачення й слідування. Таким чином, це представляє найменш однорідний й найменш суворий тип суботництва.

### Адвентизм сьомого дня
Церква адвентистів сьомого дня — найбільша сучасна суботницька деномінація, що налічує 20 мільйонів членів станом на 07 червня 2018 року й дотримується суботи, як один зі стовпів адвентизму. Адвентизм сьомого дня виріс зМіллеритського руху у 1840-х роках, й кілька його засновників (Кайрус Фарнсворт, методистський служитель Фредерік Вілер та морський капітан Джозеф Бейтс) були переконані у 1844–1845 роках у важливості суботництва під впливом Рейчела Оукса Престона, молодої баптистки сьомого дня, що мешкала у Вашингтоні (штат Нью-Гемпшир), та опублікованої статті на початку 1845 року на тему «Надія Ізраїлю» пастора конгрегації баптистів вільної волі з Нашуа (Нью-Гемпшир) Томаса М. Пребла.
Адвентисти сьомого дня спостерігають суботу від заходу сонця п'ятниці до заходу сонця суботи. У місцях, де сонце не з'являється або не заходить протягом декількох місяців, наприклад, Північна Скандинавія, наприклад може бути прийнято, що 6 вечора є «заходом сонця». Під час суботи адвентисти уникають світської роботи та бізнесу, хоча медична допомога та гуманітарна праця приймаються. Хоча існують культурні відмінності, більшість адвентистів також уникають таких заходів, як закупки, спорт та певні форми розваг. Зазвичай адвентисти збираються на церковні служби у суботу вранці. Деякі також збираються у п'ятницю ввечорі, щоб зустріти суботні години (іноді їх називають «вечірниками» або «відкриттям суботи»), а деякі, подібним чином збираються на «закриття суботи».
Традиційно адвентисти сьомого дня вважають, що Десять заповідей (включаючи четверту заповідь щодо суботи) є частиною морального Божого закону, не відміненого вченнями Ісуса, що однаковою мірою стосуються християн. Адвентисти сьомого дня вважають, що можна зберегти антиномічну позицію, водночас сумлінно дотримуючись Десяти заповідей. Адвентисти чітко розмежовують «закон Мойсея» та «закон Божий». За їх вченням «закон Мойсеїв», — це традиційні левітські вимоги, спрямовані на підтримку цілісності стародавньої нації Ізраїлю та їх особливу роль у поширенні Бога на решту світу; а «закон Божий» — універсальний моральний кодекс, за яким керується Всесвіт. Іншими словами, адвентисти традиційно розмежовували «моральний закон» та «церемоніальний закон», стверджуючи, що моральний закон (Десять заповідей) продовжує забов'язувати християн, тоді як події, символізовані обрядовим законом (Мойсеївим законом), виконані Смертю Христа на хресті.

#### Історія
«Суботницькі адвентисти» з'явилися між 1845 та 1849 роками в межах адвентистського руху Вільяма Міллера, згодом стали адвентистами сьомого дня. Фредерік Вілер почав дотримувати сьомий день як суботи після особистого дослідження цього питання у березні 1844 року після розмови з Рейчелом Престоном, згідно з його пізнішим звітом. Його вважають першим висвяченим адвентистським служителем, що проповідував на підтримку суботи. Кілька членів церкви у Вашингтоні (Нью-Гемпшир), до якої він періодично служив, також слідували за його рішенням, утворюючи першу суботню адвентистську церкву. Серед них Вільям Фарнсворт  та його брат Кайрус. Томас М. Пребл незабаром прийняв це від Вілера, або Оакса чи від когось іншого у церкві. Ці події передували Великому розчаруванню, що настало незабаром, коли Ісус не повернувся 22 жовтня 1844 року, як очікували міллерити.
Пребл був першим міллеритом, що просунув суботу у друкованому вигляді, через видання Адвентистської Надії Ізраїлю у Портланді (штат Мейн), 28 лютого 1845 року. В березні він опублікував свої суботні погляди у творі «Трактат, що показує, що Сьомий день повинен дотримуватися як Шабат, а не Перший день; «За заповіддю»». Цей трактат призвів до навернення Джона Невіна Ендрюса та інших адвентистських сімей у Парисі (штат Мен), а також до навернення 1845 року Джозефа Бейтса, що, згодом, став головним прихильником суботи серед цієї групи. Ці суботники, у свою чергу, переконали Джеймса Спрінгера Уайта, Еллен Хармон (пізніше Вайт) та Хірама Едсона з Нью-Гемпширу. Відомо, що Пребл дотримувався суботу сьомого дня до середини 1847 року. Пізніше він відмовився від суботи й виступив проти адвентистів сьомого дня, й видав Першоденний шабат.
Бейтс запропонував зустріч 1846 року серед віруючих у Нью-Гемпширі та Порт-Гібсоні, що відбулася на фермі Едсона, де Едсон та інші віруючі Порт-Гібсона охоче прийняли суботнє послання та уклали союз з Бейтсом, Вайтом та Хармоном. У період з квітня 1848 року по грудень 1850 року 22 суботницькі конференції в Нью-Йорку та Новій Англії дозволили Вайт, Бейтсу, Едсону та Стівену Пірсу прийти до узгоджень щодо доктринальних питань.
Також у 1846 році памфлет, написаний Бейтсом, викликав широкий зацікавлення суботою. Бейтс, Вайт, Хармон, Едсон, Вілер та С.В. Родос очолили просування суботи, частково через часописи. Напочатку часопис «Наявна правда» було велико присвячено суботі. Дж. Н. Ендрюс був першим адвентистом, що написав книгу на захист суботи, опубліковану у 1861 році. Дві книги Ендрюса включають Свідчення отців перших трьох століть, що стосуються Суботи та Першого дня та Історія суботи.

#### Есхатологія
Першо-проводирі церкви традиційно навчали, що субота сьомого дня може бути випробуванням, що призведе до запечатування Божого народу в кінці часів, хоча в них мало узгодженості щодо того, як власне це відбуватиметься.
Церква традиційно навчає, що має існувати міжнародний Недільний (синій) закон, що підкріплюється силою коаліції релігійних та світських влад, так що усі, хто його не дотримуватимуться, будуть переслідувані, ув'язнені або замучені. Це взято з тлумачення церкви за Еллен Г. Вайт, на Дан. 7:25, Відкрит. 13:15, 7 розділ повністю, Єзек. 20: 12-20, Вихід 31:13. Деякі ранні адвентисти дійсно були ув'язнені за роботу у неділю, за порушення різних місцеві синіх законів, що законодавчо визначали неділю як день відпочинку. Вони вважали, що незабаром може бути застосований універсальний закон про неділю, як ознака кінця часів.

## Дивитися також
- Високі суботи
- субота
- Господній день
- суботники
- Євангельські християни-суботники, хрещені Духом Святим